# Phare de Long Island Head
Le phare de Long Island Head (en anglais : Long Island Head Light) est un phare actif situé sur Long Island dans Boston Harbor dans le Comté de Suffolk (État du Massachusetts).
Il est inscrit au Registre national des lieux historiques depuis le 15 juin 1987 .

## Histoire
Le phare de Long Island est un phare historique situé à l'extrémité nord de Long Island, dans l'entrée du port de Boston. La tour actuelle en briques est le quatrième phare de l'île. La lumière a été créée pour la première fois en 1819, en grande partie à la suite d’une étude menée par la Boston Marine Society (en), qui avait construit la balise de jour sur l'îlot Nixes Mate 14 ans plus tôt. C'était une tour en pierre de 6,1 m appelée "Inner Harbour Light". C’était la deuxième des quatre lumières de Boston - 103 ans après le phare de Boston Harbor, mais dix ans avant la première balise de jour sur le site du phare de Deer Island et avant celle du phare de The Graves, construite en 1905.
La tour de pierre s’est délabrée et a été remplacée par l’un des plus anciens phares en fonte, mesurant 16 m. En 1857, une lentille de Fresnel de quatrième ordre remplaça les lampes et les réflecteurs en place. Au cours des vingt années suivantes, il a subi des dégâts lors de plusieurs tempêtes. En 1881, il fut à nouveau remplacé par une structure conique en fonte et une nouvelle maison de gardien en bois. Fort Strong (en) a été considérablement agrandi vers le début du XXe siècle et il était nécessaire de déplacer le phare à un endroit situé à l'écart de la ligne de tir d'artillerie. La tour en briques actuelle a donc été construite en 1900-01. Les vestiges du fort sont visibles au sud-est du phare.
La Garde côtière a désactivé la lumière en 1982, mais a reconsidéré sa décision en 1985 et a installé une balise moderne alimentée par l'énergie solaire. Il a fait l'objet d'une importante rénovation à l'été 1998. L'île est incluse dans Boston Harbor Islands National Recreation Area (en)  dépendant de la National Recreation Area.

## Description
Le phare  est une tour cylindrique en brique, avec une galerie et une lanterne de 16 m de haut. La tour est non peinte et la lanterne est noire. Il émet, à une hauteur focale de 36,5 m, un bref éclat blanc de 0.3 seconde par période de 2.5 secondes. Sa portée est de 6 milles nautiques.

## Caractéristiques dufeu maritime
Fréquence : 2.5 secondes (W)
- Lumière : 0.3 seconde
- Obscurité : 2.2 secondes

Identifiant : ARLHS : USA-449 ; USCG : 1-10800 - Amirauté : J0337 .
|                  |
| Long Island Head |

|          |
| Le phare |

### Lien connexe
- Liste des phares du Massachusetts